# Travante Williams
Travante António Williams (Anchorage, 29 luglio 1993) è un cestista statunitense naturalizzato portoghese.

## Palmarès
- Coppa di Portogallo: 1

Sporting CP: 2021
- Coppa di Lega portoghese: 1

Sporting CP: 2022
- Supercoppa del Portogallo: 1

Sporting Lisbona: 2022